# ژارکو پاسپالی
ژارکو پاسپالی (انگلیسی: Žarko Paspalj؛ زادهٔ ۲۷ مارس ۱۹۶۶) بازیکن بسکتبال صرب‌تبار اهل یوگسلاوی بود.
از باشگاه‌هایی که در آن بازی کرده‌است می‌توان به باشگاه بسکتبال پاناتینایکوس، پانیونیس، سن آنتونیو اسپرز، و باشگاه بسکتبال المپیاکوس اشاره کرد.
وی در مسابقات کشوری و بین‌المللی در مجموع برندهٔ ۵ مدال طلا، ۲ مدال نقره، ۲ مدال برنز شده‌است.